# Fregapeus

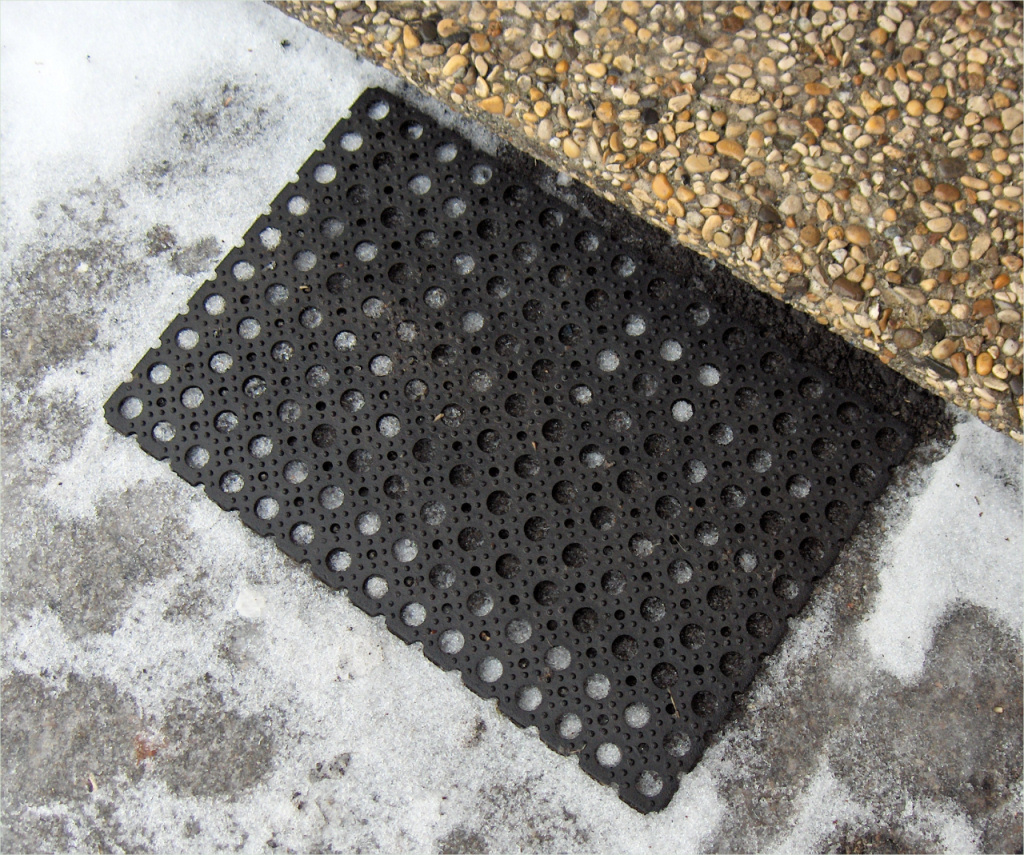
Estoreta de plàstic

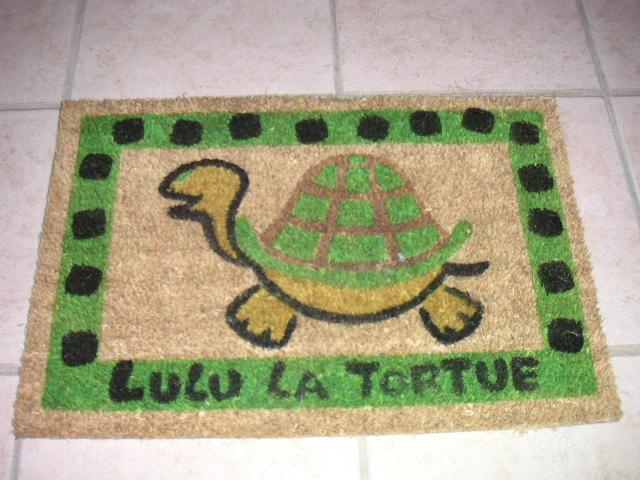
Estora decorada

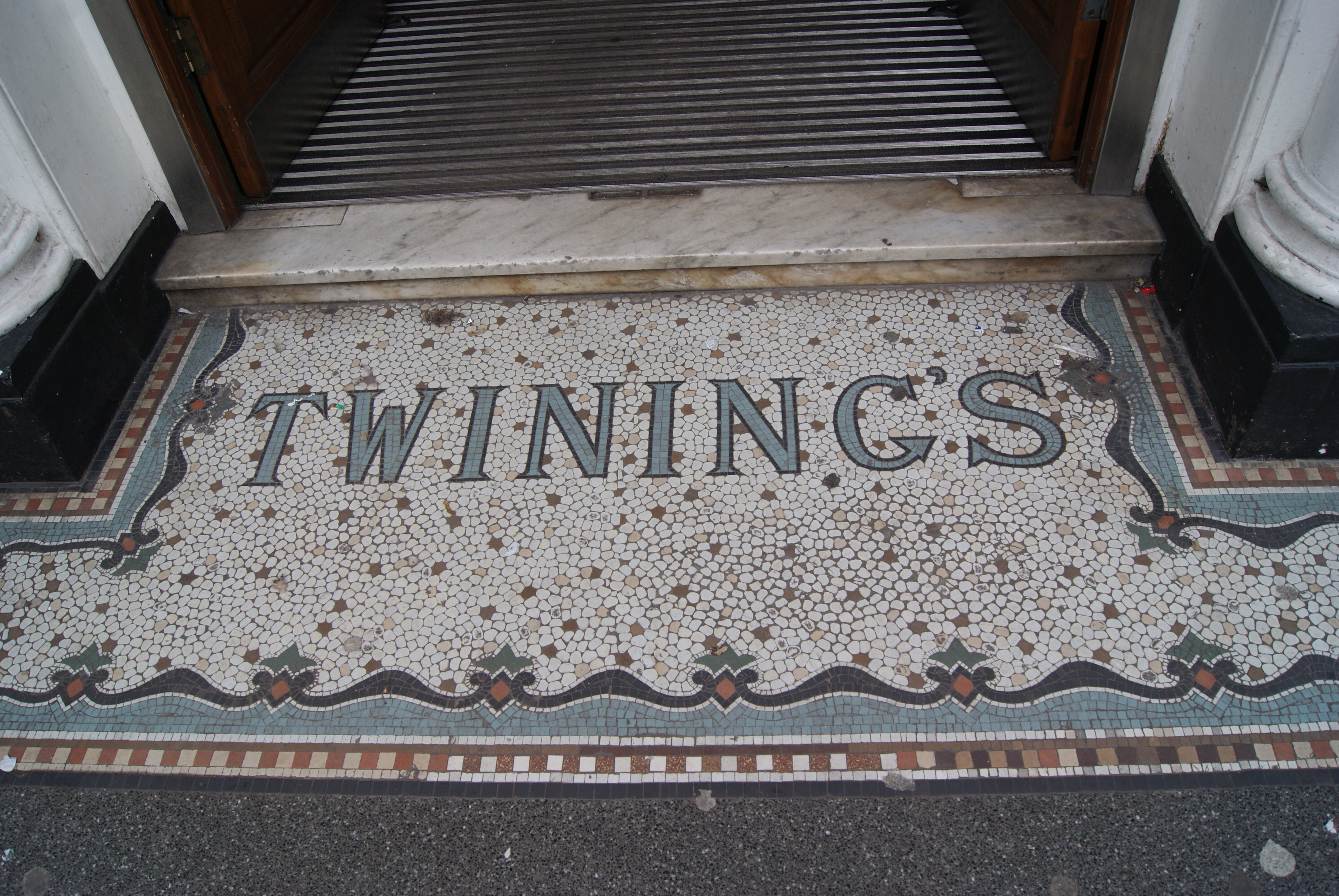
Estoreta en mosaic al llindar d'una botiga.

Una estoreta fregapeus, estoreta eixugapeus, estoreta per als peus, un estorí, fregador o drap de fregar els peus és una estora feta originàriament de palla teixida, més recentment de teixit o materials plàstics o encara d'espart de fibra dura (o fibra de coco, més resistent i imputrescible). És generalment rectangular, de pèls durs, el més sovint col·locada davant de la porta d'entrada de les cases perquè les persones que hi entren puguin eixugar-se les soles de les sabates.
Tradicionalment, les estoretes per als peus es fan amb telers de vellut. Ara es produeixen més i més sovint amb una nova tècnica, d'origen francès, patentada el 24 de marc de 1965 per l'empresa BTB, Benoît le Tapis Brosse, que consisteix en implantar directament la fibra que forma l'estoreta en una sola de plàstic PVC gelificada per calor (polimerització). Els rotlles de 2 m d'ample així produïts es poden tallar a qualsevol forma i mida.
El terme fregapeus també pot designar el mosaic que marca l'entrada d'una botiga i que de vegades es troba a la voravia, l'entrada d'un palau antic, una mansió, un immoble o edifici.

## Decoració
Els fregapeus de vegades han afegit a llur utilitat primera, pràctica, per a esdevenir pancartes amb inscripcions més o menys divertidores (per exemple: Benvinguda) o objectes purament purament decoratius: catifes eixugapeus de colors vives, amb dibuixos plens de detalls (mentre que se suposa que tan sols existeixen per a ser embrutades) o davant de les portes dels apartaments (quan ja n'hi ha un per a l'edifici, per exemple). Així, simbolitzen el pas entre espais públics, semiprivats o privats.